# 杜瓦济约
杜瓦济约（法語：Doizieux，法語發音：[dwazjø]）是法国卢瓦尔省的一个市镇，位于该省东南部，属于圣艾蒂安区。

## 地理
杜瓦济约（45°25'38"N, 4°35'10"E）面积28.07 平方千米，位于法国奥弗涅-罗讷-阿尔卑斯大区卢瓦尔省，该省份为法国中南部省份，北起顺时针与索恩-卢瓦尔省、罗讷省、伊泽尔省、阿尔代什省、上盧瓦爾省、多姆山省和阿列省接壤。
与杜瓦济约接壤的市镇（或旧市镇、城区）包括：拉瓦拉昂日耶、韦拉讷、科隆比耶、佩吕桑、圣沙蒙、多尔莱河畔拉泰拉斯。
杜瓦济约的时区为UTC+01:00、UTC+02:00（夏令时）。

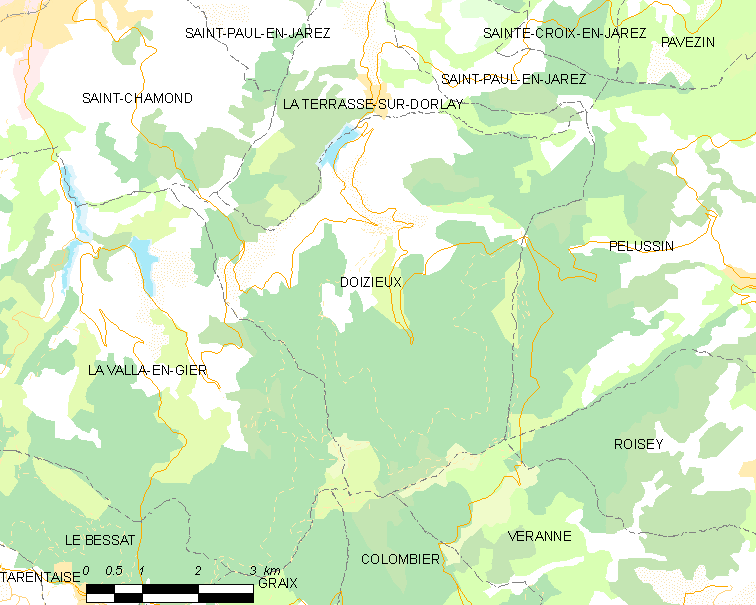
杜瓦济约的OSM定位图

## 行政
杜瓦济约的邮政编码为42740，INSEE市镇编码为42085。

## 政治
杜瓦济约所属的省级选区为勒皮拉县。

## 交通
卢瓦尔省省道D76线和D120线在境内交汇，圣艾蒂安公交81路经过杜瓦济约境内。

## 人口

1962-2008年间杜瓦济约人口变化图示

杜瓦济约于2022年1月1日时的人口数量为861人。